# Drosophila hei
Drosophila hei este o specie de muște din genul Drosophila, familia Drosophilidae, descrisă de Mahito Watabe și Peng în anul 1991. Conform Catalogue of Life specia Drosophila hei nu are subspecii cunoscute.